# Mokrice (Oroslavje)
Mokrice est un village de la municipalité de Oroslavje (comitat de Krapina-Zagorje) en Croatie. Au recensement de 2011, le village comptait 758 habitants.